# Centrum, Örebro

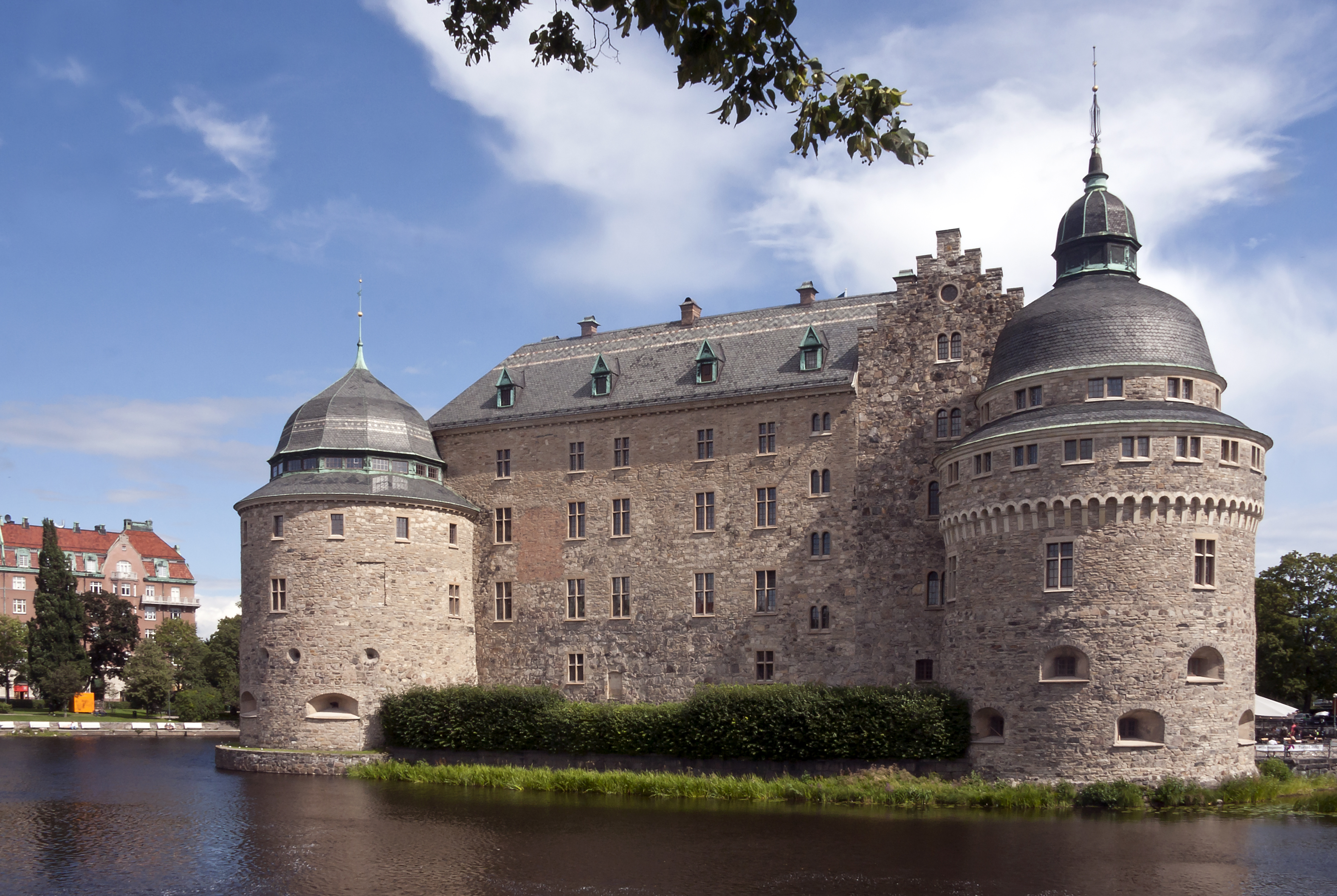
Örebro slott

Centrum i Örebro är ett avlångt kvartersstråk i nord-sydlig riktning med Drottninggatan och Storgatan som mittpunkt. Området begränsas av Alnängsgatan och Trädgårdsgatan i öster, av Östra Nobelgatan i norr, och av Östra Bangatan i väster. Förr brukade man förlägga "infarten till södra stadsdelen" vid Näbbtorget , men Centrum anses kanske av de flesta sträcka sig något längre söderut idag.
Bebyggelsen i området är varierad och representerar hela Örebros bevarade byggnadshistoria från Örebro slott, som härstammar från 1200- eller 1300-talet, och Nikolaikyrkan från 1200-talet, till höghusen Krämaren från 1960-talet. Bebyggelsen söder om Storbron ödelades till största delen av den stora stadsbranden år 1854. Se: Örebro stadsbränder.
Södra delen av centrum kom att kraftigt förändras under 1960-talet. Enligt den rådande modernistiska andan revs en stor del av den ursprungliga bebyggelsen och ersattes av högre byggnader i betong. Under denna tid slutade också Drottninggatan att fungera som genomfartsled genom staden, och ersattes av Västra centrumleden. Numera är centrum till stora delar bilfritt. Under åren 2009-2010 genomförde Örebro kommun en stor satsning på ansiktslyftning av de största torgen i centrum, Stortorget, Våghustorget och Järntorget, samt även Köpmangatan .

## Byggnader
| Slottet och Slottsparken - Örebro slott - Örebro läns museum | Norr om Storbron - Arbetshuset - Husarernas kanslihus och ridhus - Örebro Teater - Hotel Borgen - Frimurarelogen - Centralpalatset | Söder om Storbron - Stora hotellet - Fenixhuset - Gamla Riksbankshuset - Nikolaikyrkan - Nikolai församlingshem - Rådhuset - Konserthuset - Post- och Telegrafhuset - Nya Riksbankshuset - Krämaren - Medborgarhuset |

## Platser
| Torg - Stortorget - Stallbacken - Våghustorget - Järntorget - Näbbtorget - Olof Palmes torg | Parker - Kvarnplatsen - Slottsparken - Henry Allards park |

## Gallerior och varuhus
- Gallerian Vågen
- Oscar C
- Kompassen
- Krämaren
- Örebro Saluhall